# Tesoro della Cappella Palatina
Il tesoro della Palatina si trova nella cripta della Cappella Palatina, all'interno del Palazzo dei Normanni di Palermo. È gestito dalla Fondazione Federico II.
All'interno della piccola area museale sono custoditi dei Tabulari (documenti pubblici) in pergamena che vanno dall'XI secolo al XVIII secolo. Altri elementi presenti all'interno della cripta sono vasellame in argento sbalzato, degli oggetti liturgici, delle urne in argento, lipsanoteche in avorio arabi ed egiziani, calici, ostensori, reliquiari e un sigillo mesopotamico.
Vi è un anche un ricco patrimonio di paramenti sacri, realizzati con materiali preziosi, come sete pregiate e con ricami in oro e argento.
Altri pezzi di notevole interesse storico sono stati tolti da questa sede ed esposti all'interno della "Galleria delle Belle Arti".